# Biskupice (powiat buski)
Biskupice – wieś w Polsce położona w województwie świętokrzyskim, w powiecie buskim, w gminie Pacanów.
| SIMC    | Nazwa    | Rodzaj    |
| ------- | -------- | --------- |
| 0258260 | Mogrołki | część wsi |

Były wsią biskupstwa krakowskiego w województwie sandomierskim w ostatniej ćwierci XVI wieku. W latach 1975–1998 miejscowość należała administracyjnie do województwa kieleckiego.

## Historia
W wieku XIX  Biskupice były wsią w  powiecie stopnickim, gminie Pacanów, parafii Zborówek.
Podług spisu z roku  1827  było tu 40 domów i 209 mieszkańców. 